# Mallinella nyikae
Mallinella nyikae là một loài nhện trong họ Zodariidae.
Loài này thuộc chi Mallinella. Mallinella nyikae được Mary Agard Pocock miêu tả năm 1898.